# Rue Ornano
La rue Ornano est une voie du quartier des pentes de la Croix-Rousse dans le 1er arrondissement de Lyon, en France.

## Situation et accès
La rue Ornano débute sur la rue Prunelle et s'achève sur la rue de la Tourette. Elle croise l'impasse Flesselles et la rue des Chartreux. Sur son parcours se situe le jardin d'Ornano, l'école maternelle d'application Victor Hugo et le théâtre le Lavoir public.

## Origine du nom
La rue d'Ornano est créée en 1938 et fait référence au maréchal d'Ornano, lieutenant général du Dauphiné, qui reprend possession de la ville en 1594 pour Henri IV après l'épisode de la ligue,,.